# Juvigné
 Juvigné  es una población y comuna francesa, en la región de Países del Loira, departamento de Mayenne, en el distrito de Laval y cantón de Chailland.

## Demografía
| 1868 | 1792 | 1620 | 1584 | 1495 | 1340 |
| Para los censos de 1962 a 1999 la población legal corresponde a la población sin duplicidades (Fuente: INSEE [Consultar]) |      |      |      |      |      |